# Edward Hopper

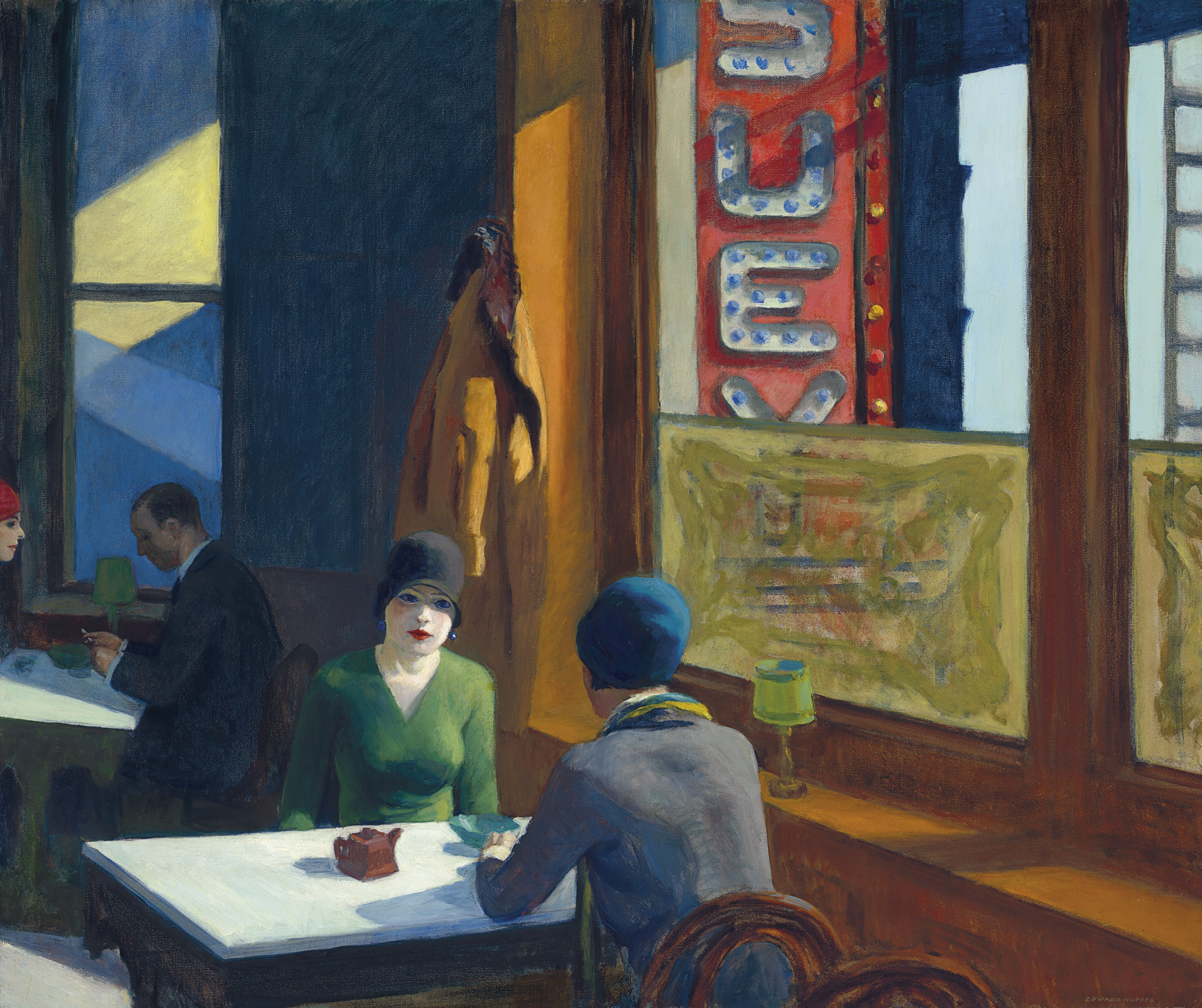
Chop Suey

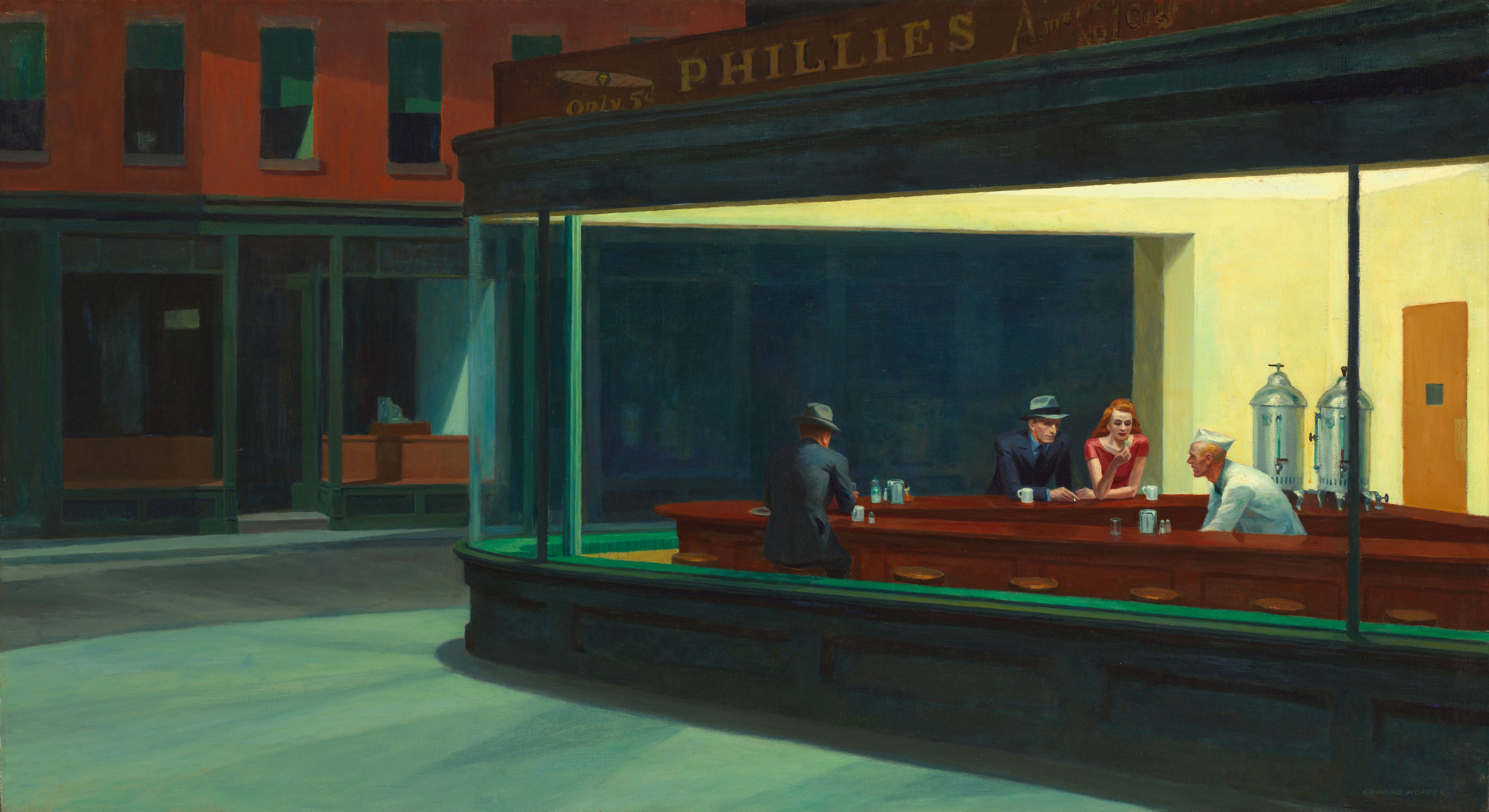
Nocne marki

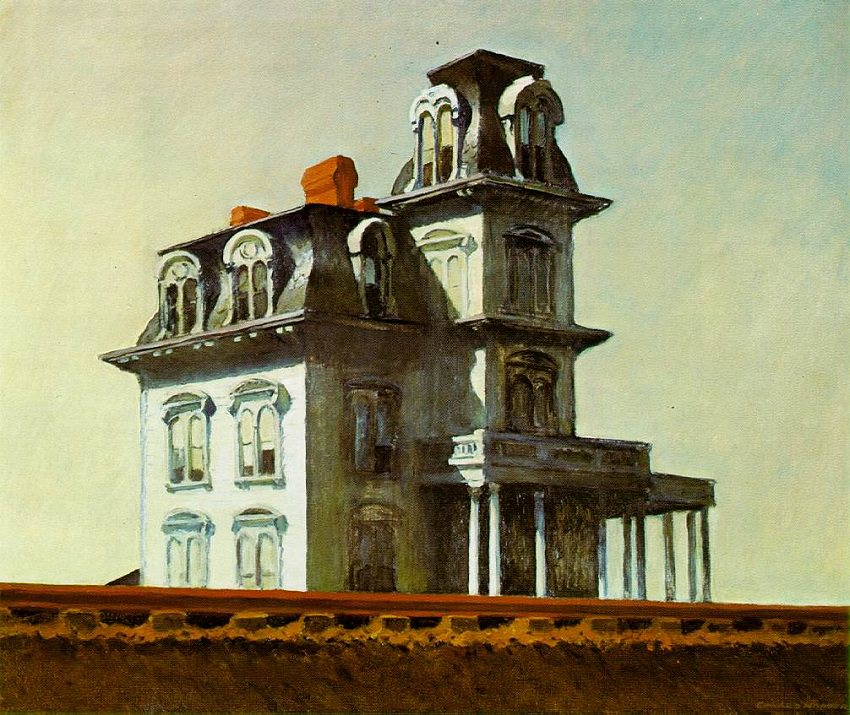
Dom przy torach kolejowych

Edward Hopper (ur. 22 lipca 1882 w Nyack w stanie Nowy Jork, zm. 15 maja 1967 w Nowym Jorku) – malarz, grafik i ilustrator, jeden z najważniejszych artystów XX-wiecznych w Stanach Zjednoczonych.

## Życiorys
Edward Hopper urodził się w amerykańskiej rodzinie holenderskiego pochodzenia. Ojciec uzyskiwał dobre dochody z handlu, co pozwalało Hopperom zaliczać się do amerykańskiej klasy średniej. W latach 1899–1900 Edward kształcił się w Correspondence School of Illustrating w Nowym Jorku, następnie (1900–1906) uczęszczał do New York School of Art. Od 1905 pracował w agencji reklamowej, jednak już w kolejnym roku trzykrotnie udawał się w podróż do Europy. Najwięcej czasu spędził wówczas w Paryżu, samodzielnie studiując malarstwo.
W 1908 osiedlił się w Nowym Jorku. Miał pracownię przy Washington Square North 3, tam malował przez całe swoje życie – ponad pięćdziesiąt lat. Miesiące letnie spędzał w South Truro na półwyspie Cape Cod. W 1930 kupił tam działkę i wybudował dom z pracownią.
Po raz pierwszy uczestniczył w wystawie w nowojorskim Harmonie Club. W 1913 wziął udział w znaczącej wystawie sztuki nowoczesnej Armory Show, prezentując obraz pt. Żeglowanie. W kilku kolejnych latach tworzył niewiele, intensywnie zajął się malarstwem na początku lat dwudziestych. Jego pierwsza wystawa indywidualna miała miejsce w 1922, w Whitney Studio Club. Rok później zaprezentował sześć akwarel w Brooklyn Museum.
W 1924 ożenił się z malarką Josephine Nivison. Byli przeciwieństwami: Hopper był zamkniętym w sobie, nieśmiałym konserwatystą, a jego żona – osobą otwartą, towarzyską, o liberalnych poglądach. W kolejnych latach artysta wiódł spokojne życie, na co pozwalało zainteresowanie jego pracami ze strony kolekcjonerów. Ceny za obrazy Hoppera rosły, i nie zaszkodził im nawet wielki kryzys – w latach 30. amerykańskie muzea płaciły za nie tysiące dolarów.
W 1933 Muzeum Sztuki Nowoczesnej w Nowym Jorku zorganizowało pierwszą wystawę retrospektywną Hoppera. W latach 30. i na początku lat 40. artysta malował dużo, pod koniec lat 40. tworzył mniej, głównie z powodów zdrowotnych. W latach 50. i 60. powstało jeszcze wiele znaczących prac.
Zmarł w swoim nowojorskim studio, w 1967.

## Twórczość
Hopper darzył ogromnym szacunkiem kulturę europejską. Był wielbicielem poezji Johanna Wolfganga Goethego, Charles’a Baudelaire’a i Paula Verlaine’a, podczas podróży po Europie zafascynowało go malarstwo Rembrandta, Gustawa Courbeta i zwłaszcza Edgara Degasa, który miał największy wpływ na jego sztukę. Hoppera nie interesowały eksperymenty kubistyczne czy abstrakcjonistyczne. Początkowo próbował malować plenerowe obrazy w duchu impresjonizmu (krajobrazy wiejskie oraz nadmorskie), ale zarzucił ten kierunek i skupił się na realizmie.
Od lat 20. dominującym tematem twórczości Hoppera było współczesne amerykańskie miasto i jego mieszkańcy: przedstawiciele klasy średniej, urzędnicy i sekretarki, klienci sklepów i barów, dojrzałe kobiety w pokojach hotelowych. W swych obrazach ukazywał typowy, pozbawiony charakteru i przygnębiający pejzaż miejski, z biurami, stacjami benzynowymi, kinami, zimnymi wnętrzami tanich hoteli i moteli. Na tym tle przedstawiał ludzi – zagubionych, samotnych i obojętnych wobec siebie. Charakterystyczne dla stylu Hoppera są obrazy Soir Bleu (1914), Dom przy torach kolejowych (1925), Automat (1927), Wczesny niedzielny poranek (1930), Pokój w Nowym Jorku (1932), Biuro w nocy (1940), Nocne marki (Nighthawks, 1942), Poranne słońce (1952) czy Nowojorskie biuro (1962).
Wewnętrzne wyciszenie, lakoniczność motywów i sugestywność wizji przy jednoczesnej oszczędności środków wyrazu sprawiają, że przedstawiani przez Hoppera ludzie i rzeczy zdają się istnieć poza realnym czasem i przestrzenią, co nadaje jego obrazom niemal metafizyczny charakter. Austriacki pisarz Peter Handke łączył jego pejzaże z metafizycznymi pustymi placami Chirico i opustoszałymi miejskimi dżunglami w poświacie księżyca stworzonymi przez Maxa Ernsta oraz z obrazem Królestwo świateł II René Magritte’a.
Za życia Hopper protestował przeciwko przyporządkowywaniu go do nurtów narodowego i sentymentalnego, obecnych w sztuce amerykańskiej w latach 30., w dobie kryzysu ekonomicznego. „Ja reprezentuję tylko siebie samego” – mówił.

## Wpływ
Malarstwo Hoppera silnie oddziaływało i nadal oddziałuje na kulturę, nie tylko amerykańską. Zostało przyswojone przez popkulturę w Stanach Zjednoczonych – reprodukcje obrazów trafiły np. na pocztówki.
Do fascynacji jego twórczością przyznawali się tak różni malarze jak Willem de Kooning czy Mark Rothko. Obrazy Hoppera wielokrotnie pojawiały się jako element scenografii lub inspiracja dla planów filmowych w amerykańskim kinie (m.in. Psychoza Alfreda Hitchcocka, Niebiańskie dni Terrence’a Malicka, Koniec przemocy Wima Wendersa, Droga do zatracenia Sama Mendesa, filmy Jima Jarmuscha). Malarz inspirował również polskiego reżysera Andrzeja Wajdę, który cenił go za stworzenie „przejmujących obrazów samotności”. Świadectwem tego wpływu jest dekoracja pokoju hotelowego w jednej ze scen w filmie Tatarak (autorem scenografii jest Magdalena Dipont). W 2014 r. ukazał się film w reżyserii Gustava Deutscha Shirley – wizje rzeczywistości, którego sceneria odwzorowuje 13 obrazów Edwarda Hoppera.
Hopper inspirował również fotografików (Jeff Wall) i muzyków: Toma Waitsa (album Nighthawks at the Diner) czy polskiego kompozytora Pawła Szymańskiego (utwór Compartment 2, Car 7 na skrzypce, altówkę, wiolonczelę i wibrafon).
W 2016 r. z inicjatywy Lawrence'a Blocka wydana została antologia pt. W świetle i mroku. Opowiadania inspirowane malarstwem Edwarda Hoppera. Swoje utwory do antologii napisali m.in. Stephen King, Megan Abbott czy Michael Connelly.

## Zbiory
Większość prac Edwarda Hoppera znajduje się w posiadaniu muzeów nowojorskich, przede wszystkim Whitney Museum of American Art, które otrzymało ogromny zbiór w spadku po śmierci artysty. Ciekawe kolekcje posiadają także Museum of Modern Art, Brooklyn Museum i Metropolitan Museum of Art oraz chicagowski Art Institute.
Prace artysty rzadko są wypożyczane poza Stany Zjednoczone, dlatego każda europejska wystawa jest ważnym wydarzeniem.